# Droga wojewódzka 101
Die Droga wojewódzka 101 (DW 101) ist eine polnische Woiwodschaftsstraße in der nordöstlichen Woiwodschaft Pommern. Sie verläuft in Nord-Süd-Richtung innerhalb des Powiat Pucki (Powiat Putzig) und verbindet bei einer Gesamtlänge von lediglich 2 Kilometern die Orte Kosakowo und Pierwoszyno in der Kępa Oksywska (Oxhöfter Kämpe) an der Zatoka Pucka (Putziger Wiek) der Ostsee.
Am 13. Juni 2023 wurde die DW 100 zur Gemeindestraße abgestuft.

## Streckenverlauf
Woiwodschaft Pommern
- Powiat Pucki (Powiat Putzig):
  - Kosakowo (Kossakau) (→ DW 100: Kosakowo → Rumia)
  - Pierwoszyno (Pierwoschin)